# کوین نئوفلد
کوین نئوفلد (انگلیسی: Kevin Neufeld؛ زادهٔ ۶ نوامبر ۱۹۶۰) قایقران روئینگ اهل کانادا بود.